# Автошлях E105
E105, Європейський маршрут E105 — європейський автошлях, що бере свій початок в норвезькому Кіркенесі і закінчується в Ялті (АР Крим). Довжина — 3770 кілометрів.
До складу E105  входять такі дороги: Р21 (федеральна автомагістраль «Кола») від кордону з Норвегією до Санкт-Петербурзької об'їзної автодороги А118 «КАД» , М10 (федеральна автомагістраль «Росія») від Санкт-Петербурга до Москви, МКАД, М2 (федеральна автомагістраль «Крим») від Москви до кордону з Україною, в Україні М20 від кордону з Росією до Харкова, М18 як Харківська об'їзна автодорога, E40 — М03 від Харківської об'їзної до початку швидкісної траси на Крим, М29 від Харкова до Самарі, знову М18 від Самарі до Ялти.

## Маршрут

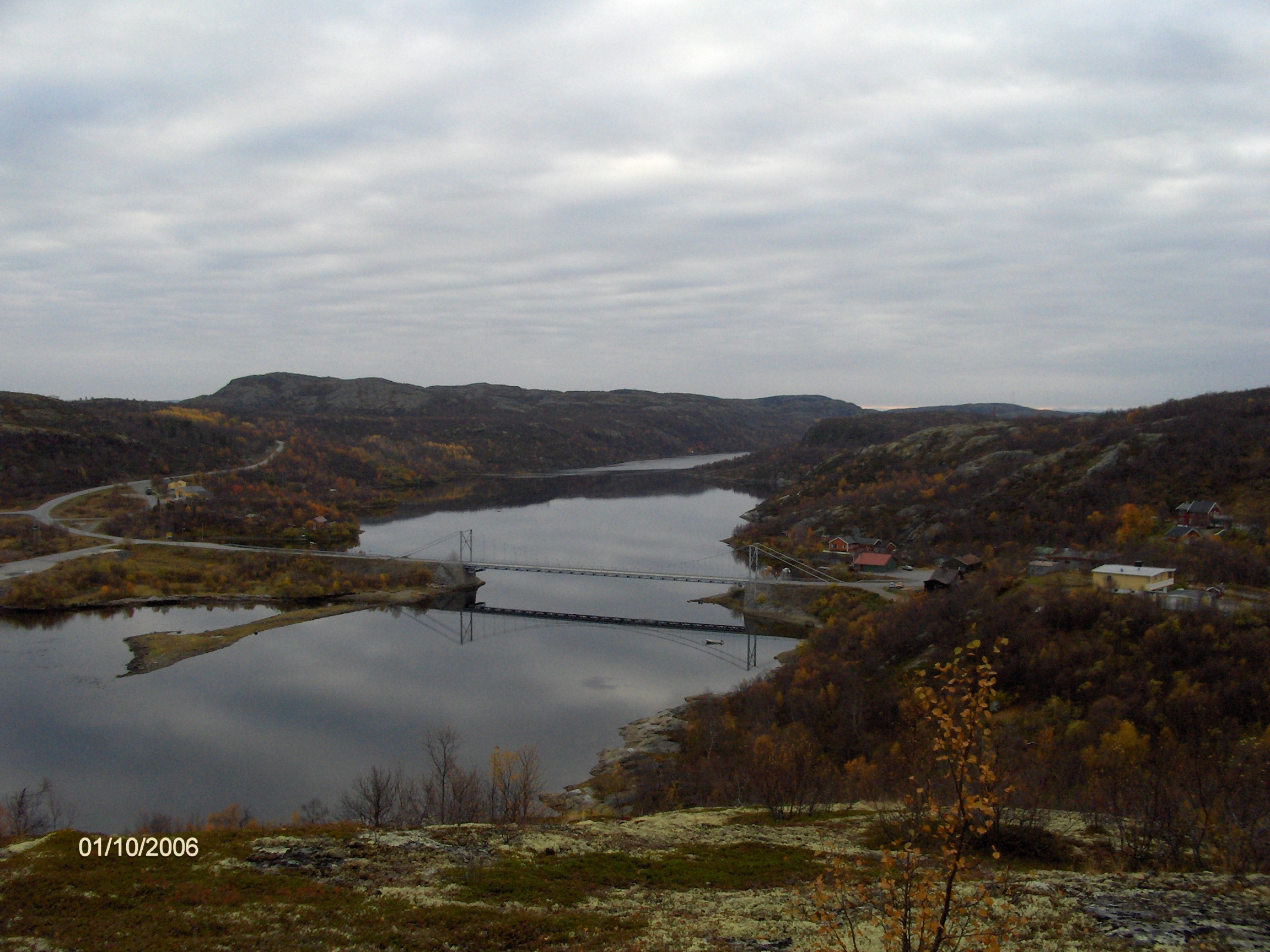
Міст E105 в Ельвенесі

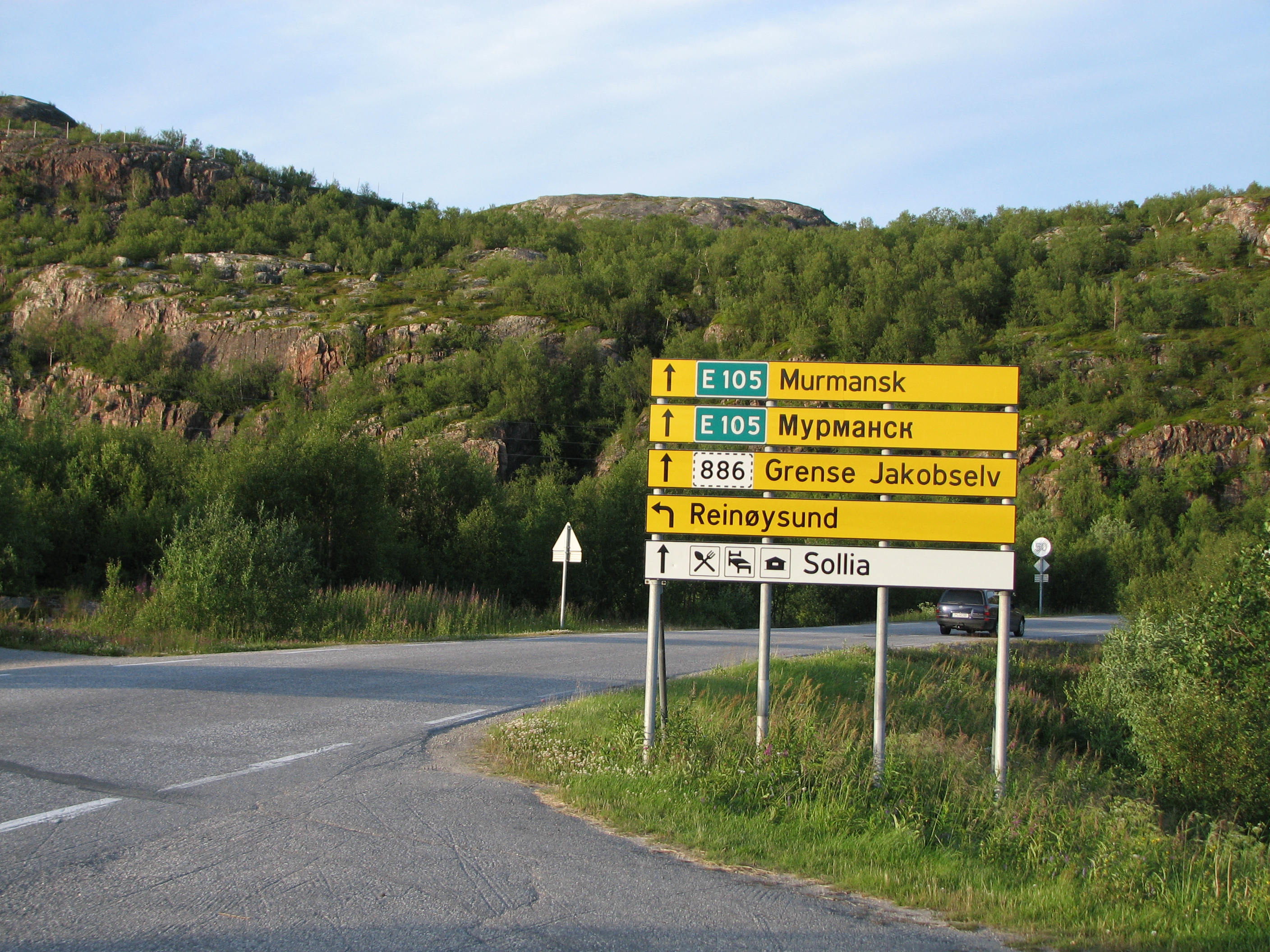

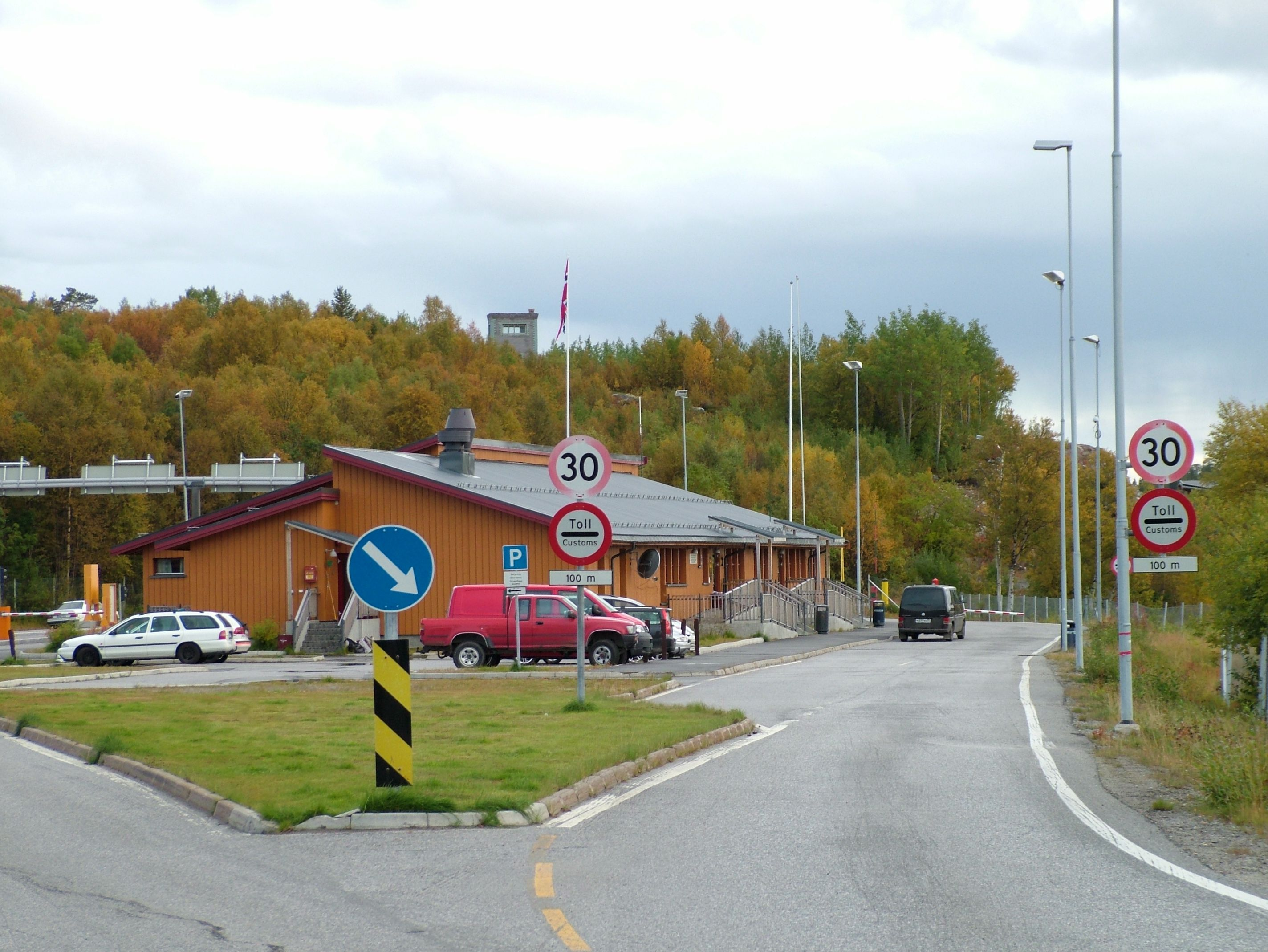
Норвезький прикордонний пост Стурьскуг

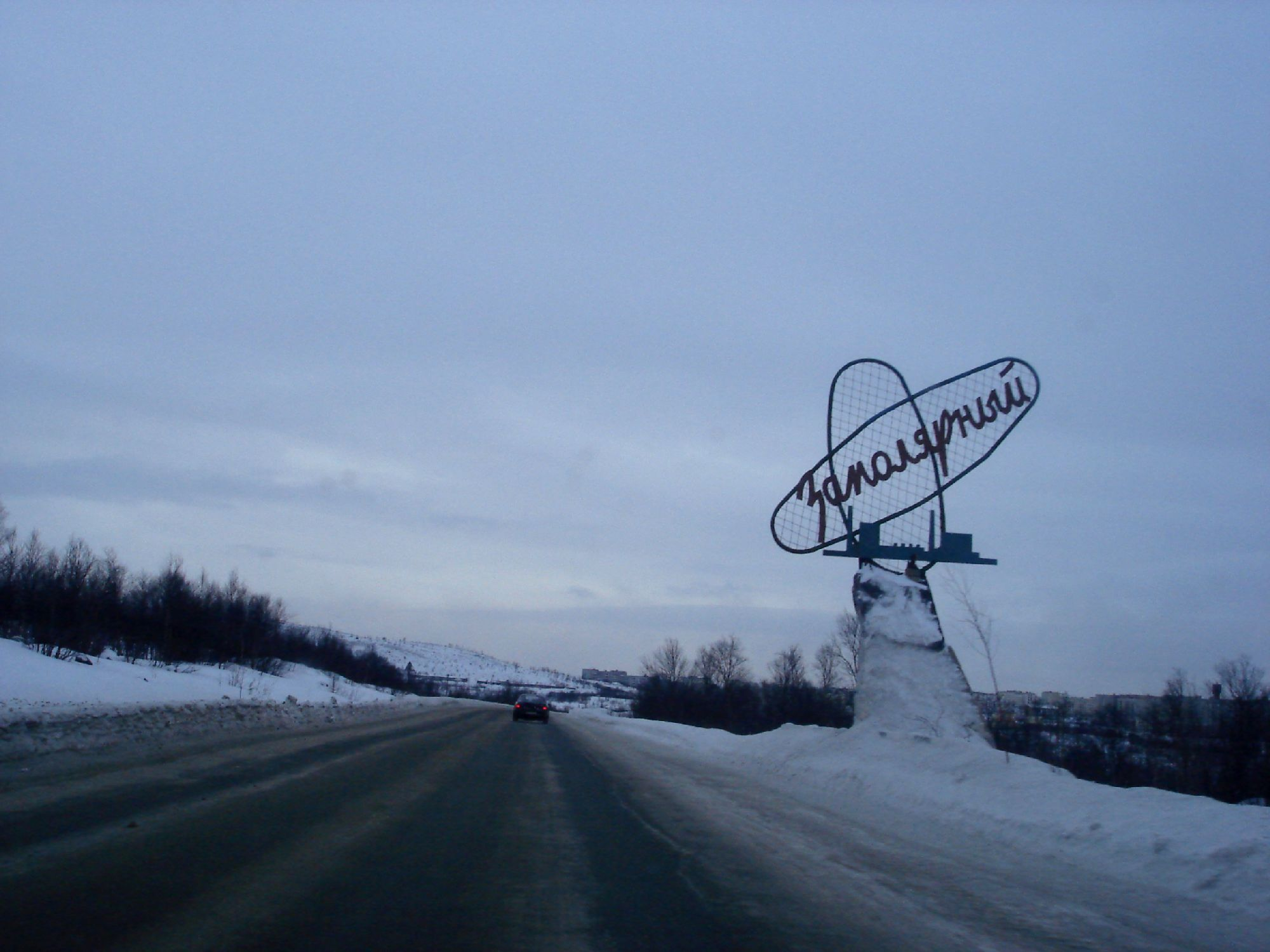
E105 в точці в'їзду до м. Заполярний з боку кордону

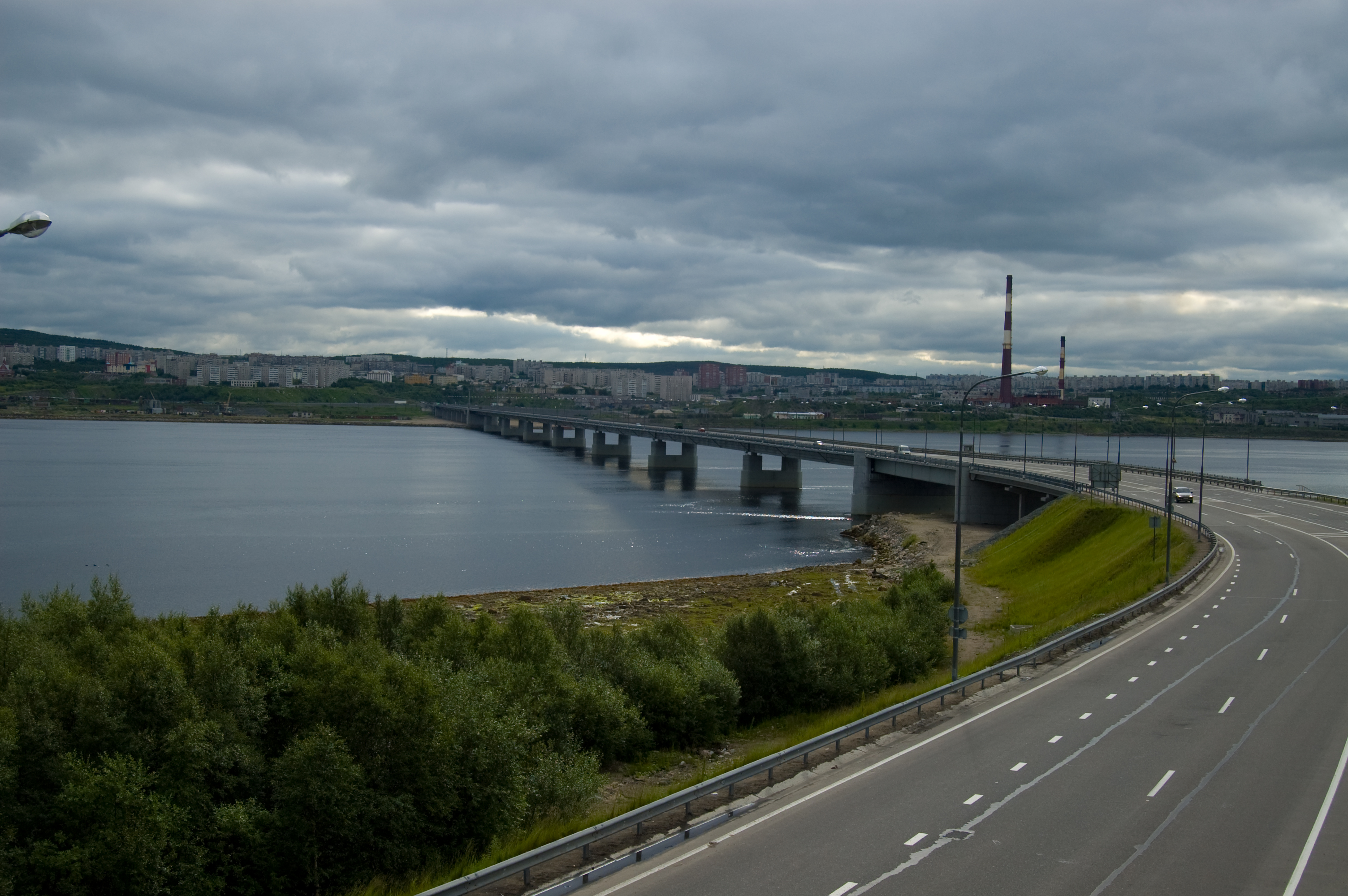
Е105 у Мурманську: міст через Кольську затоку

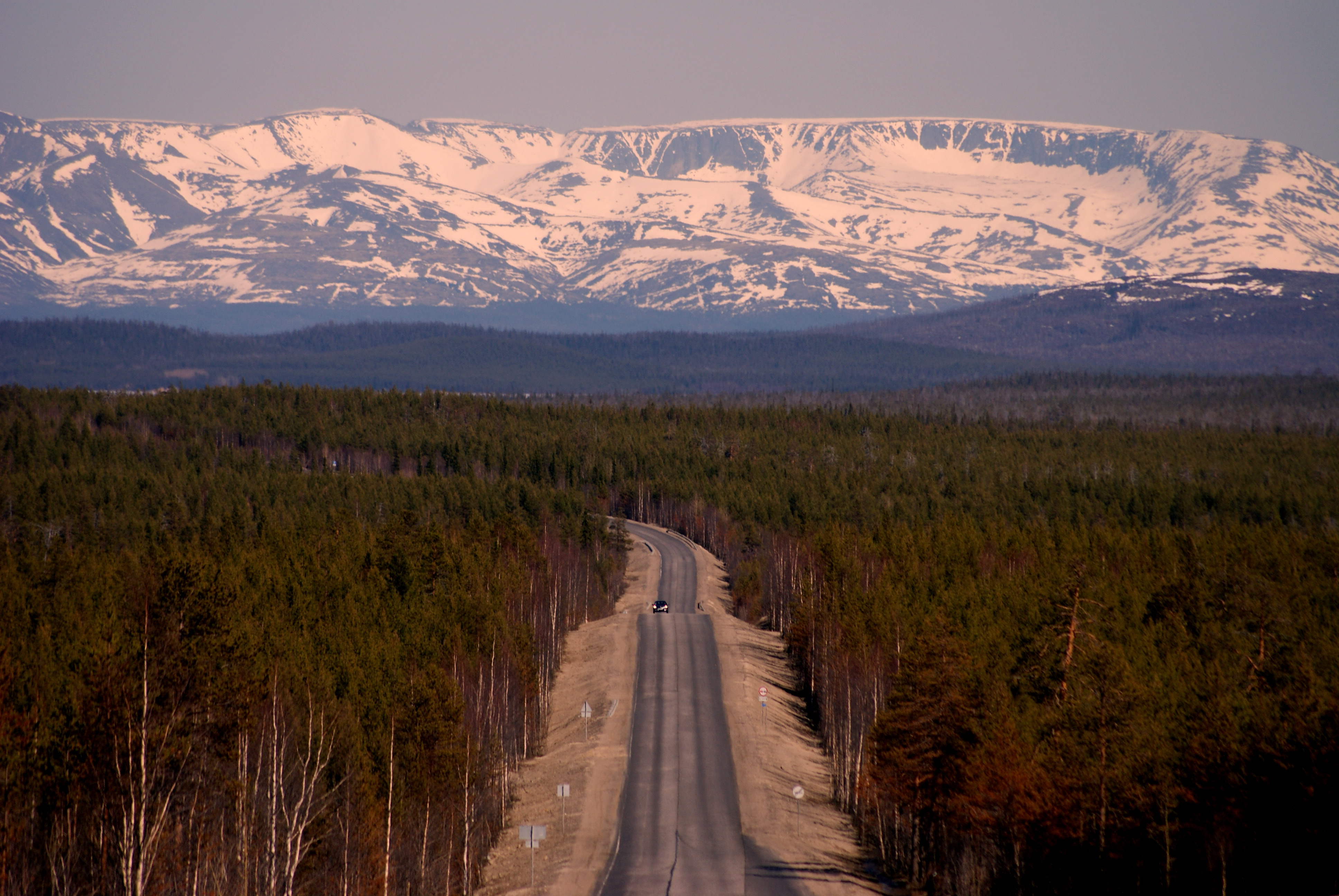
Е105: вид на Хібінські гори

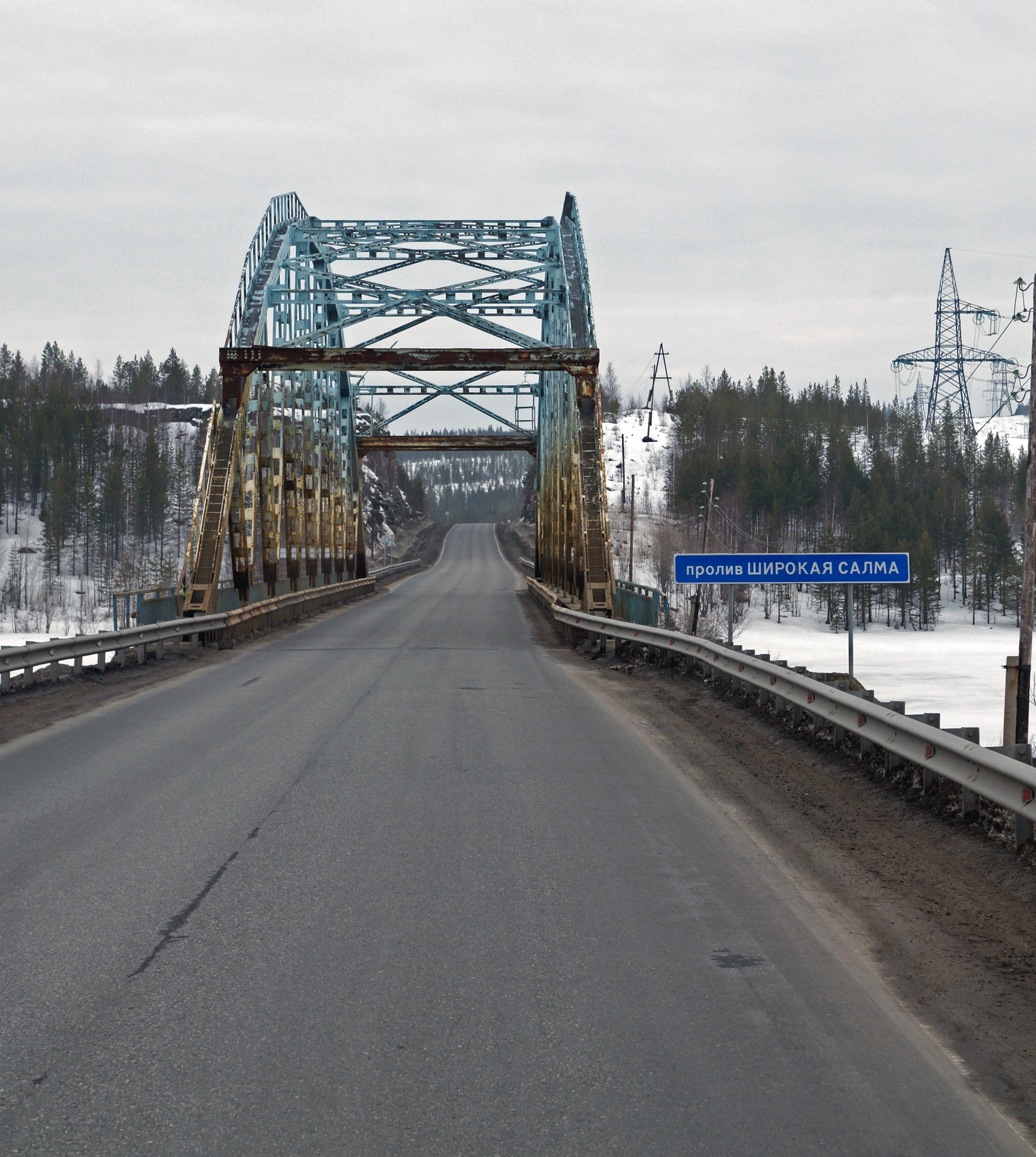
Протока Широка Салма. Ділянка Е105 між Мончегорськом та Кандалакшою. Вид на південь

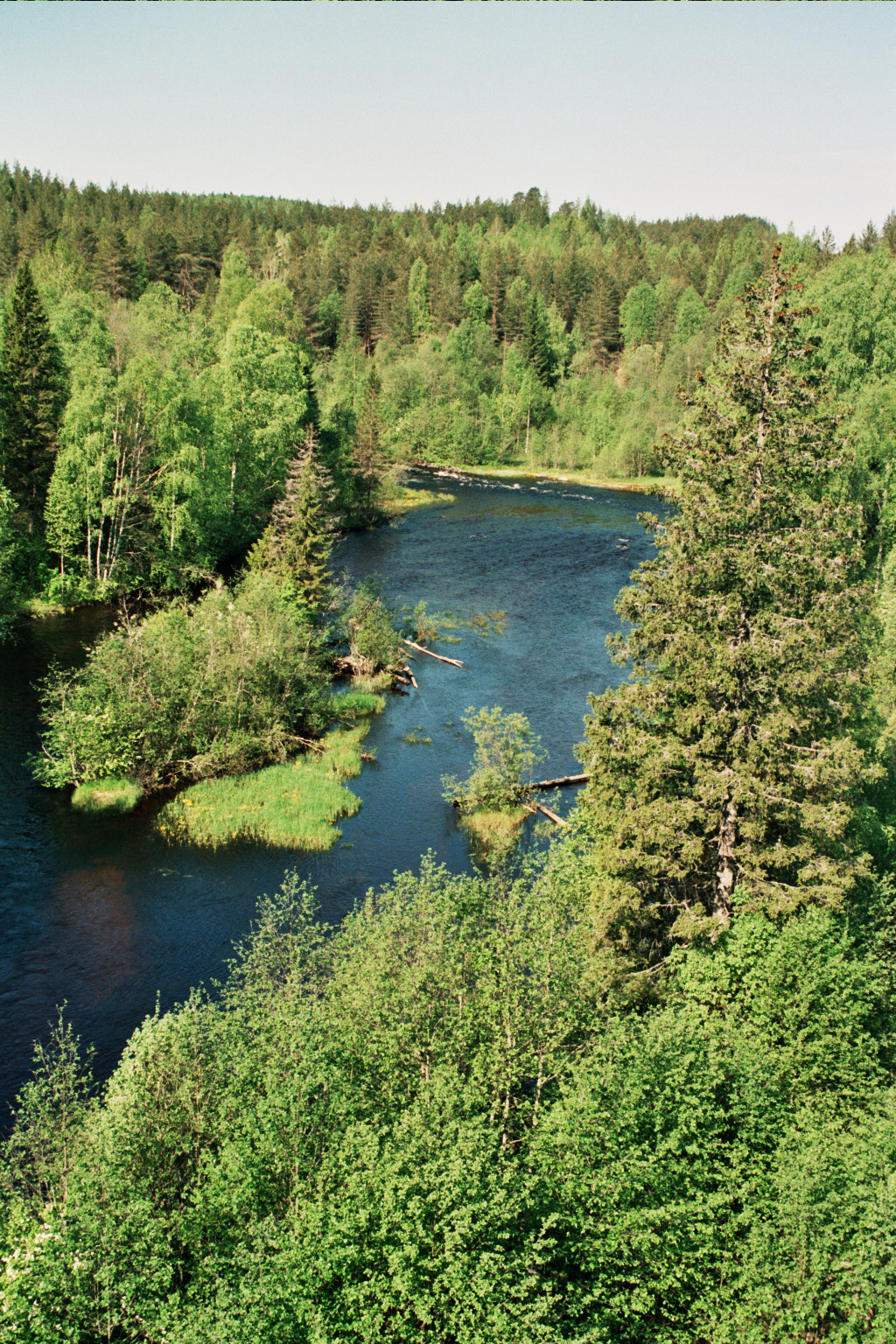
Річка Кумса під Медвеж'єгорськом. Вид з автодороги Е105

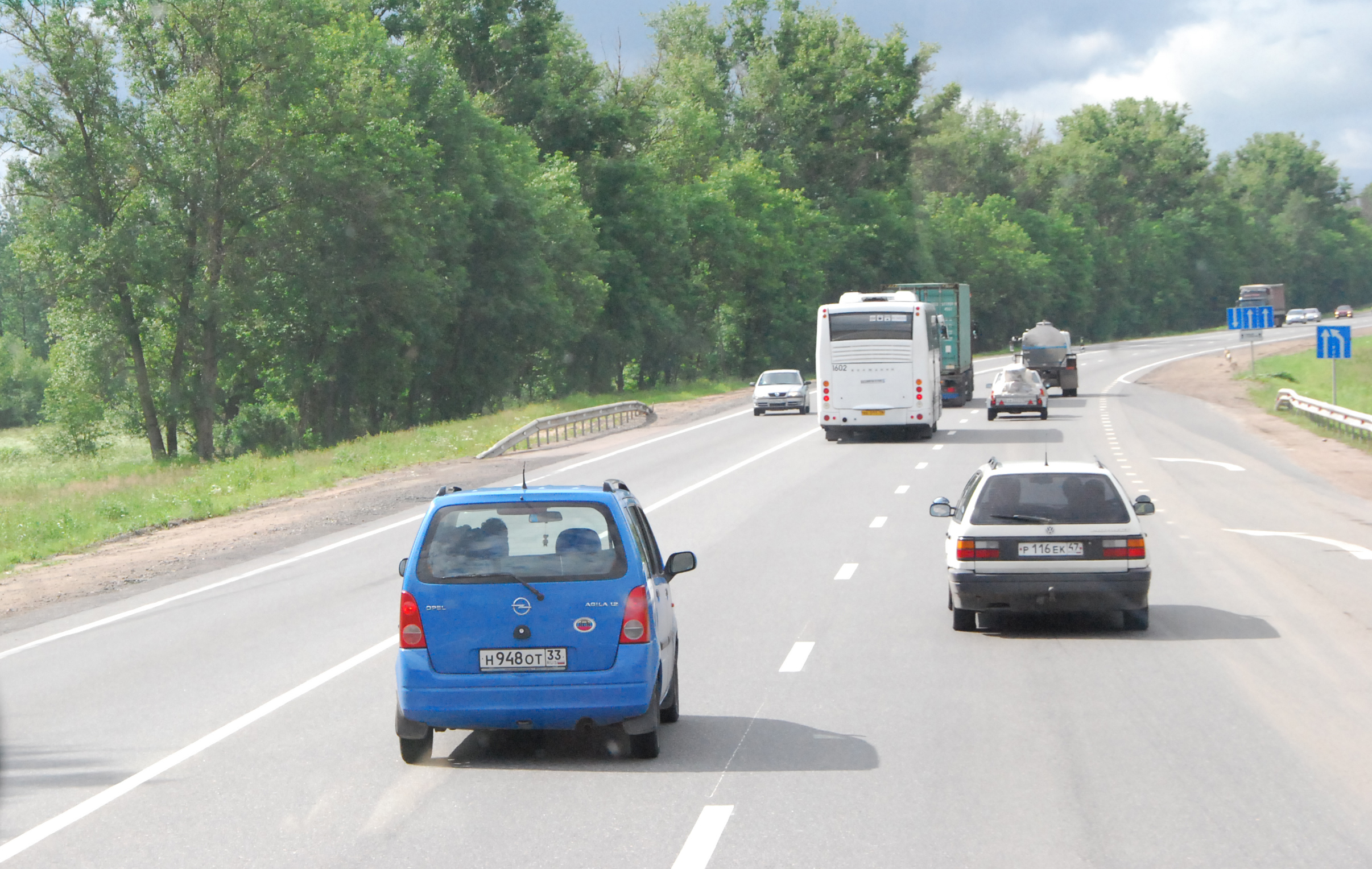
E105 у передмісті Великого Новгорода

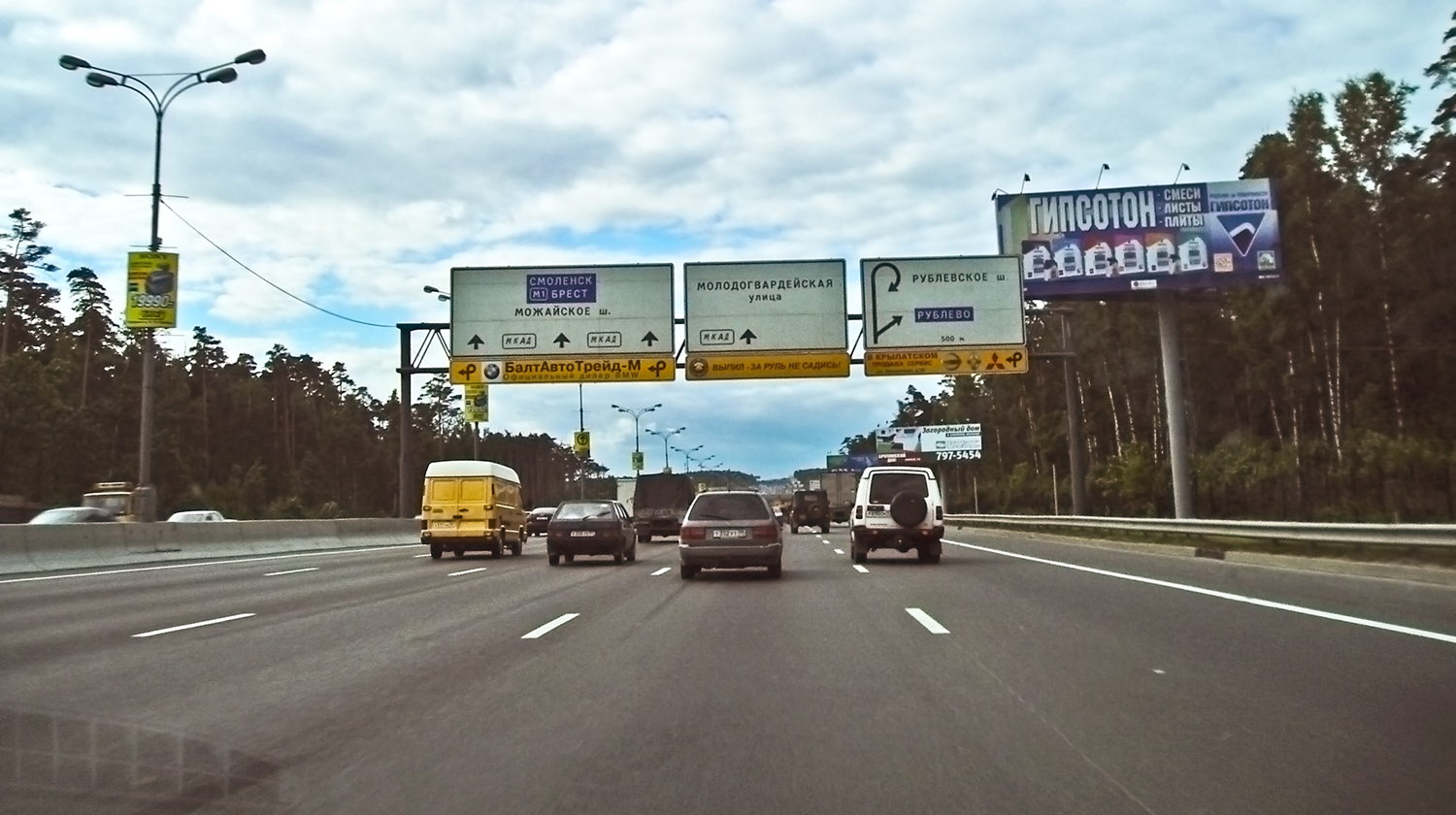
МКАД у Москві

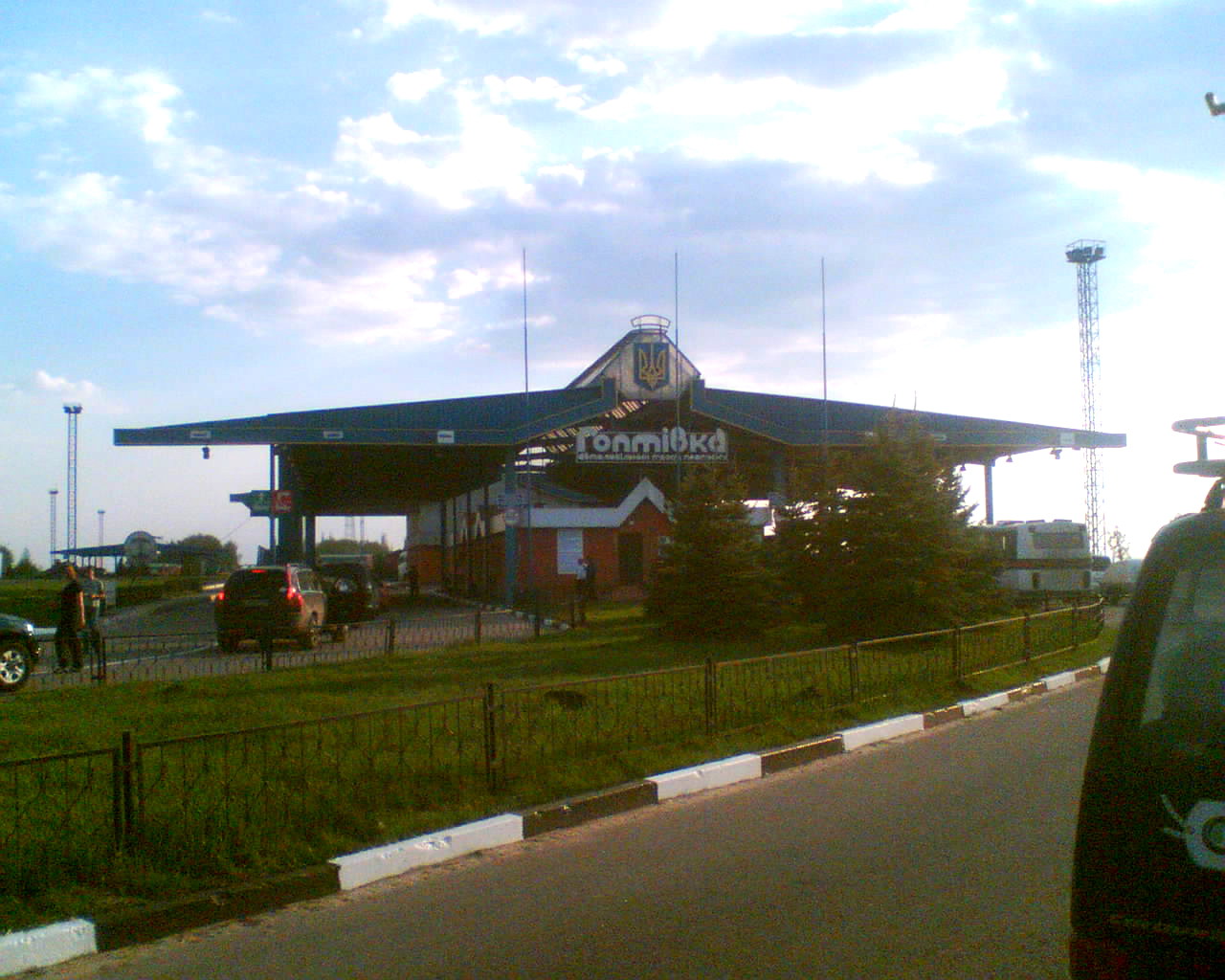
МАПП Гоптівка.

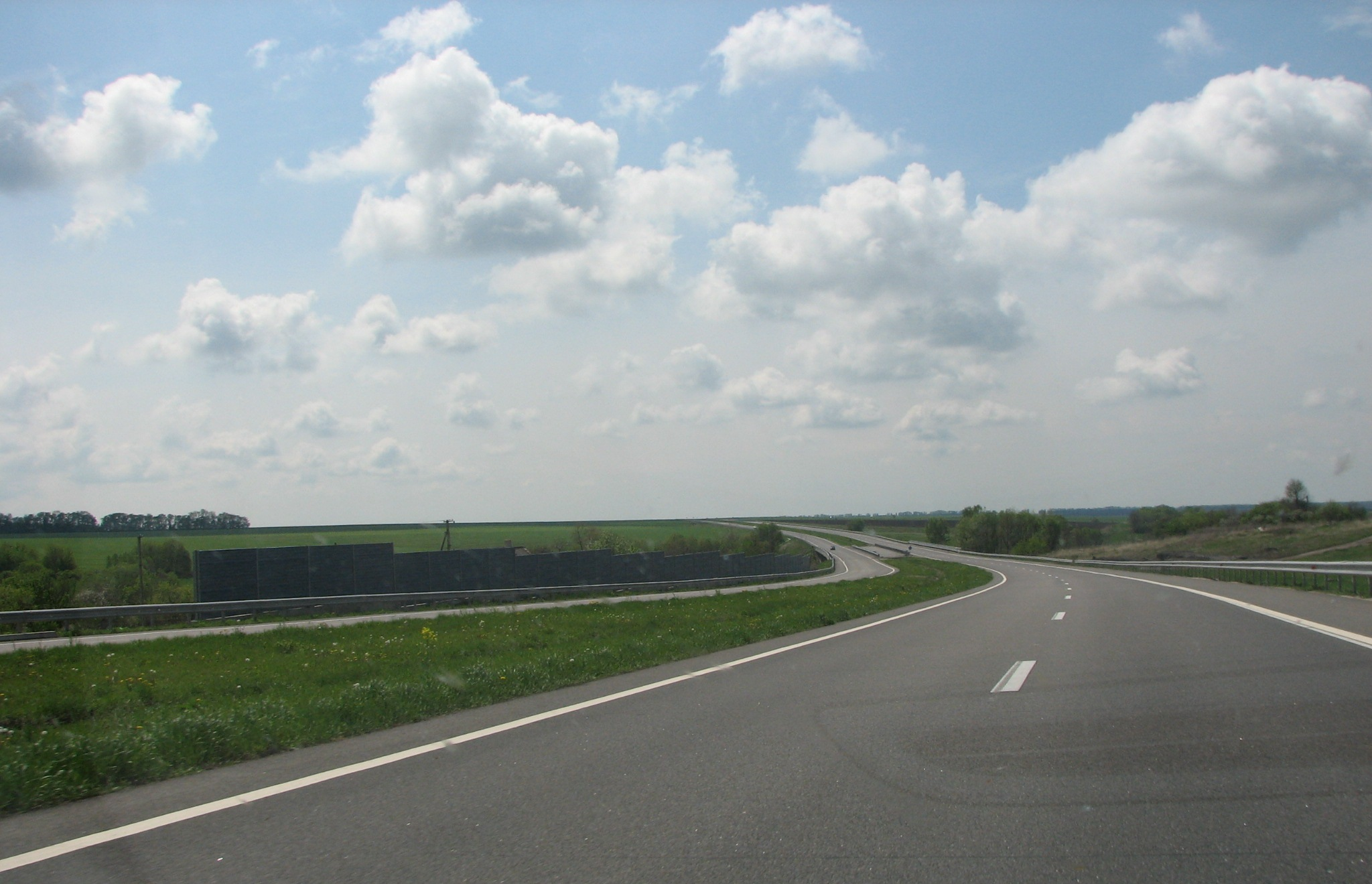
E105 на ділянці Харків - Дніпро

Довжина маршруту складає 3770 км.

### Королівство Норвегія
- Фіннмарк
  - E105 Кіркенес
  - Хессенг  E6 на  Аеропорт «Хейбюктмуен», Алта, Нессебю, Карасьйок, Нарвік, Му-ї-Рана, Тронгейм
  -  Міст Ельвенес (Патсойокі, 103 м.)
  - Ельвенес  Fv354 на Якобснес
  -  Пункт контролю Стурьскуг  Fv886 на Гренсе-Якобсельв

### Російська Федерація
- Мурманська область
  -  Пункт контролю Борисоглібськ
  - Прикордонне шосе  (2,2 км.) Борисоглібський
  - Прикордонне шосе  Р10 на Південь: Сальміярві, Нікель, Раякоскі, Івало (Фін.)
  - Р21  Міст через Кувернеринйокі
  -  (19 км.) на Нікель
  - Заполярний
  - Печенга  на Ліїнахамарі
  -  Міст через Печенгу
  - Спутник
  -  Тиловий КПП Тітовка (проїзд в сторону кордону тільки при наявності пропуску або шенгенської візи у Закордонному паспорті)
  -  Міст через Тітовку
  -  Міст через Західна Ліца
  -  на Заозерськ
  -  Долина Слави
  -  Міст через озеро Нял'явр
  -  Міст через Уру (≈280 м.)
  - Мєждуріччя  на Полярний, Снєжногорськ
  -  Міст через Кольську затоку (≈1,6 км.)
  - Мурманськ  на Сєвероморськ
  - Кола
  - Зверосовхоз  на Мурмаші,  Аеропорт «Мурманськ»
  - Оленєгорськ
  -  Міст через протоку між Мончеозером та Мончегубою озера Велика Імандра (≈92 м.)
  - Мончегорськ
  -  Міст через Курку
  -  на Апатити
  -  Лапландський заповідник
  -  Міст через протоку між озерами Воче-Ламбіна та Чунозеро
  -  Міст через Піренгу
  -  на Ковдор
  -  Міст через протоку Широка Салма, між озерами Бабинська Імандра та Екостровська Імандра
  -  Сопка на о. Роватостров (237 м.)
  -  Міст через протоку Мала Салма, між озерами Бабинська Імандра та Екостровська Імандра
  -  Сопка «Лиса», гірськолижний курорт «Салма» (399 м.)
  - Полярні Зорі
  -  Гора «Кам'яна» (265 м.)
  - Кандалакша
  -  Міст через Лупче-Савино (≈80 м.)
  -  Міст через Вірму (≈36 м.)
  -  Міст через Губу Канда (≈720 м.)
  -  Міст через Валас
  - Зеленоборський
  -  Міст через Княжегубський канал між Кандалакшською затокою та Ковдозеро у Зеленоборському (≈90 м.)
  -  Міст через Ковду
- Республіка Карелія
  -  Міст через Нігрозеро (≈230 м.)
  -  Північне полярне коло
  -  Міст через Нижнє Котозеро (≈280 м.)
  -  Міст через Кереть (≈115 м.)
  - Лоухі  86К-10 на Кестеньга, Софпорог, П'яозерський, Куусамо (Фін.)
  -  Міст через Літню (≈150 м.)
  -  А135 на Калевала
  - Вочаж  (19 км.) Кем
  -  Міст через Кем (≈175 м.)
  -  Міст через Тунгуду (≈88 м.)
  -  Міст через Ідель (≈70 м.)
  -  А134 на Кочкому, Реболи, Кугмо (Фін.)
  -  Міст через протоку між Великим Онігмаозером та Ондським водосховищем (≈70 м.)
  -  Міст через Гірюреку (≈370 м.)
  -  Міст через Онда (≈120 м.)
  -  Волдозерське шосе (8,5 км.) Сегежа
  -  Міст через Пезега (≈70 м.)
  -  Міст через Сегежу (≈850 м.)
  -  Міст через Уроксу
  -  Р17 (1 км.) Медвеж'єгорськ
  -  Міст через Кумсу (≈90 м.)
  -  Міст через Уницю (≈70 м.)
  -  Міст через протоку між Пальєозеро та Крімозеро (≈150 м.)
  -  Р15 (37 км.) Кондопога
  - Гірвас
  - Юркостров
  - П'ялозеро
  - Спаська Губа
  -  Р15 (29 км.) Кондопога
  -  Міст через Шую у Шуї (≈195 м.)
  -  об'їзна дорога навколо Шуї
  -  А133 на  Аеропорт «Петрозаводськ», Суоярві
  - Петрозаводськ
  - Вілга
  - Пряжа
  - Святозеро
  - Коткозеро
  - Олонець  А130 на Салмі, Питкяранта, Сортавала, Вяртсіля
- Ленінградська область
  -  Ліфтовий міст через Свір (≈400 м.)
  - Лодєйне Поле  Р37 на Свірстрой, Подпорож'є, Витегра
  -  Міст через Оять в селах Вахнова Кара та Доможирово
  -  Міст через Пашу у селі Паша (≈390 м.)
  - Сясьстрой
  -  Міст через Сясь (≈330 м.)
  -  Міст через Волхов (≈380 м.)
  -  (2,2 км.) Нова Ладога
  - Синявино  (3 км.) Шліссельбург
  -  (1,5 км.) Кіровськ
  -  Музей-діорама «Прорив облоги Ленінграда»
  -  Ладозький міст через Неву (≈670 м.)
  - Разметелево  (11,2 км.) Всеволожськ
- Санкт-Петербург
  - КАД-СХІД 
  -  Великий Обуховський міст через Неву (≈2,8 км.)
  -  М10
  - М10 Шушари 
  -  Колпінське шосе на ЗАХІД: Пушкін
  -  Міст через Славянку (≈45 м.)
  -  Колпінське шосе на СХІД: Колпіно
- Ленінградська область
  -  Міст через Іжору у присілку Ям-Іжора (≈270 м.)
  - Тосно
  -  А120 («бетонка», «КАД-2») на СХІД: Кіровськ; на ЗАХІД: Гатчина
  - Любань  Р41 на Кіровськ
- Новгородська область
  - Зуєво  А115 на Кіріши, Волхов, Нова Ладога
  -  Міст через Кересть у селі Успенське (≈57 м.)
  - Чудово
  - Трегубово
  - Подберез'є  (15 км.) Великий Новгород
  -  Міст через Питьбу (≈62 м.)
  -  Міст через Волхов у присілку Котовиці (≈2,2 км.)
  -  Міст через Вішеру (≈260 м.)
  -  Міст через Мсту у присілку Біла Гора (≈350 м.)
  - Красні Станки  (40 км.) Великий Новгород
  - Крестці
  -  Міст через Холову у Крестцях
  -  Міст через Холову у Литвиново
  -  Міст через Ярин'ю
  -  Міст через Полометь
  - Яжелбиці
  - Валдай
  -  Р8 на Боровичі
  - Єдрово
- Тверська область
  - Виползово
  - Куженкино  (12 км.) Бологе
  - Вишній Волочек  Р85 Бежецьк
  -  Міст через Цну у Вишньому Волочку
  - Видропужськ
  - Торжок
  -  Мигаловський міст у Твері через Волгу (≈274 м.)
  - Тверь  А112 на Ржев
  - Емаус
  - Городня
  - Радченко
  -  Міст та дамба через Іваньковське водосховище (≈1,2 км.)
  - Завидово
- Московська область
  - Спас-Заулок
  -  Міст через Ямугу (≈47 м.)
  - Клин  А108  («велика бетонка», «Московське велике кільце»)
  -  Міст через Сестру
  - Солнечногорськ
  - Радумля  А107-СХІД («мала бетонка», «Московське мале кільце»)
  - Дурикіно  А107-ЗАХІД («мала бетонка», «Московське мале кільце»)
  - Чашниково
  -  Меморіальний комплекс «Штики»
  - Зеленоград
  -  Шереметьєвське шосе на  Шереметьєво B, C
  -  Міжнародне шосе на  Шереметьєво D, E, F
  - Химки  монумент «Протитанкові їжаки»
- Москва
  - МКАД-ЗАХІД 
  -  Спаський міст у Москві через Москву-річку (≈204 м.)
  -  E22-М9 на ЗАХІД: Волоколамськ, Ржев, Великі Луки, Рига (Лат.), Вентспілс (Лат.)
  -  E30-М1 на ЗАХІД: Смоленськ, Мінськ (Біл.), Варшава (Пл.), Берлін (Нм.), Гаага (Гол.)  Лондон (Анг.), Кардіфф (Анг.)  Корк (Ірл.)
  -  E101-М3 на ПІВДЕННО-ЗАХІД:  Внуково, Наро-Фомінськ, Обнінськ, Калуга, Брянськ, Київ (Укр.)
  - М2 Щербинка
- Московська область
  -  Міст через Пахру
  -  Домодєдовське шосе (2 км.) Подольськ
  -  А107 («бетонка», «Московське мале кільце») (3 км.) Климовск
  -  (5 км.) Чехов
  -  А108 («велика бетонка», «Московське велике кільце»)
  -  Борисовське шосе (3,2 км.) Серпухов
  -   Приоксько-Терасний заповідник (зубровий розплідник)
  -  Міст через Оку (≈510 м.)
  - Липиці
- Тульська область
  -  Міст через Вашану (≈45 м.)
  -  Ясногорськ
  -    Об'їзна дорога навколо Тули
  - Тула
  -  Музей-садиба Л. М. Толстого Ясна Поляна
  - Щекино
  -  Р141 на Тепле, Єфремов, М4E115 «Дон»
  - Плавськ
  -  Міст через Плаву у Плавську (≈70 м.)
  - Чернь  Р147 на Архангельське та Єфремов
- Орловська область
  -  Музей-садиба І. С. Тургенева Спаське-Лутовиново (10 км до траси)
  - Мценськ
  -  Міст через Зушу
  -  Міст через Оптуху
  - Орел  Р92 на Болхов, Перемишль, Калуга
  -  Р120 на Єфремов
  -  Р119 на Лівни, Єлець, Липецьк
  -  А141 на Карачев, Брянськ, Рославль, Смоленськ
  -  Міст через Оку в Орлі (≈130 м.)
  - Кроми
  - Тросна
- Курська область
  -  Міст через Любаж у селі Любаж
  - Фатеж
  -  Міст через Усожу
  -  Міст через Сейм (≈238 м.) у Курську
  - Курськ  Р199 на Курчатов, Льгов, Рильськ
  -  Стрілецька ділянка Центрально-Чорноземного заповідника
  - Медвенка
  - Обоянь
- Бєлгородська область
  -  Міст через Ворсклу
  - Яковлево
  - Строїтель
  - Бєлгород  Аеропорт «Бєлгород»,  Р185 на Новий Оскол, Розсош,  Р186 на Грайворон
  -  МАПП Нехотєєвка

### Україна
- Харківська область
  -  М20 МАПП Гоптівка
  - Руська Лозова
  - М18 Харків  E40-М03
  - E40-М03 на СХІД: Астрахань (РФ), Ташкент (Узбекистан), Алма-Ата (Казахстан); на ЗАХІД: Київ, Львів, Краків (Польща), Кельн (Німеччина), Кале (Франція)
  -  Коротич  М29
  - М29  (початок нової швидкісної ділянки на маршруті E105)
  -  Міст через р. Мжу (≈100 м)
  -  на Мерефа→Р51 на Златопіль, Лозова, Павлоград, Синельникове
  -  Т1901
  - Гаврилівка
  - Винники
  -  (8 км) Берестин
  -  Міст через Берестову
  - Ульянівка
  - Бердянка
  - Вишневе
  -  на Перещепине
- Дніпропетровська область
  -  Міст через Оріль (≈100 м)
  -  Міст через канал Дніпро — Донбас (≈130 м)
  -  (11 км) Самар
  - E50-М30  на СХІД: Павлоград, Донецьк, Ростов-на-Дону (РФ), Махачкала (РФ); на ЗАХІД: Дніпро, Кропивницький, Умань, Тернопіль, Прага (Чехія), Нюрнберг (Німеччина), Париж (Франція)
  -  Самар
  -  Дамба через Дніпровське водосховище (≈3,6 км)
  -  Міст через р. Самару (≈300 м)
  -  на М18
  - М18 
  - Дороге
  - Варварівка
- Запорізька область
  - Михайлівка
  - Люцерна
  - Запоріжжя  H-15 («Донецьке шосе») на  Аеропорт «Запоріжжя», Вільнянськ, Донецьк
  -  Міст та дамба через р. Карачокрак Каховського водосховища (≈200 м)
  - Василівка
  -  Р-37 на Токмак, Бердянськ
  - Мелітополь  E58-М14 на СХІД: Бердянськ, Маріуполь, Таганрог (РФ), Ростов-на-Дону (РФ); ЗАХІД: Херсон, Миколаїв, Одеса, Кишинів (Молдова)
  -  Міст через р. Малий Утлюк в селищі Якимівка
  -  Міст через р. Великий Утлюк
- Херсонська область
  -  Р-47 на СХІД: Генічеськ; на ЗАХІД:  Асканія-Нова, Нова Каховка, Херсон
  -  Міст через Чонгарську протоку
- АР Крим (тимчасово окупований РФ)
- Міст через Чонгарську протоку
- Міст через Північнокримський канал
- Джанкой  E97 на СХІД: Феодосія, Керч, Анапа (РФ), Новоросійськ (РФ), Сочі (РФ), Поті, Батумі (Грузія), Трабзон (Туреччина); E97 на ЗАХІД: Херсон
- Курман
- Біюк-Онлар
- А291 «Таврида» на СХІД: Феодосія, Керч, Анапа (РФ); на ЗАХІД: Аеропорт «Сімферополь», Севастополь
- Міст через р. Салгір в селі Карача-Кангил (≈42 м)
- Сімферополь-Об'їздна  на Феодосію
- Ялтинське шосе Джолман
- Перевальне
- Добре
- Верхня Кутузовка
- на Судак, Феодосію
- Алушта
- Гурзуф
- Мис Мартьян,  Нікітський ботанічний сад
- Масандра
- Ялта

## Фотографії

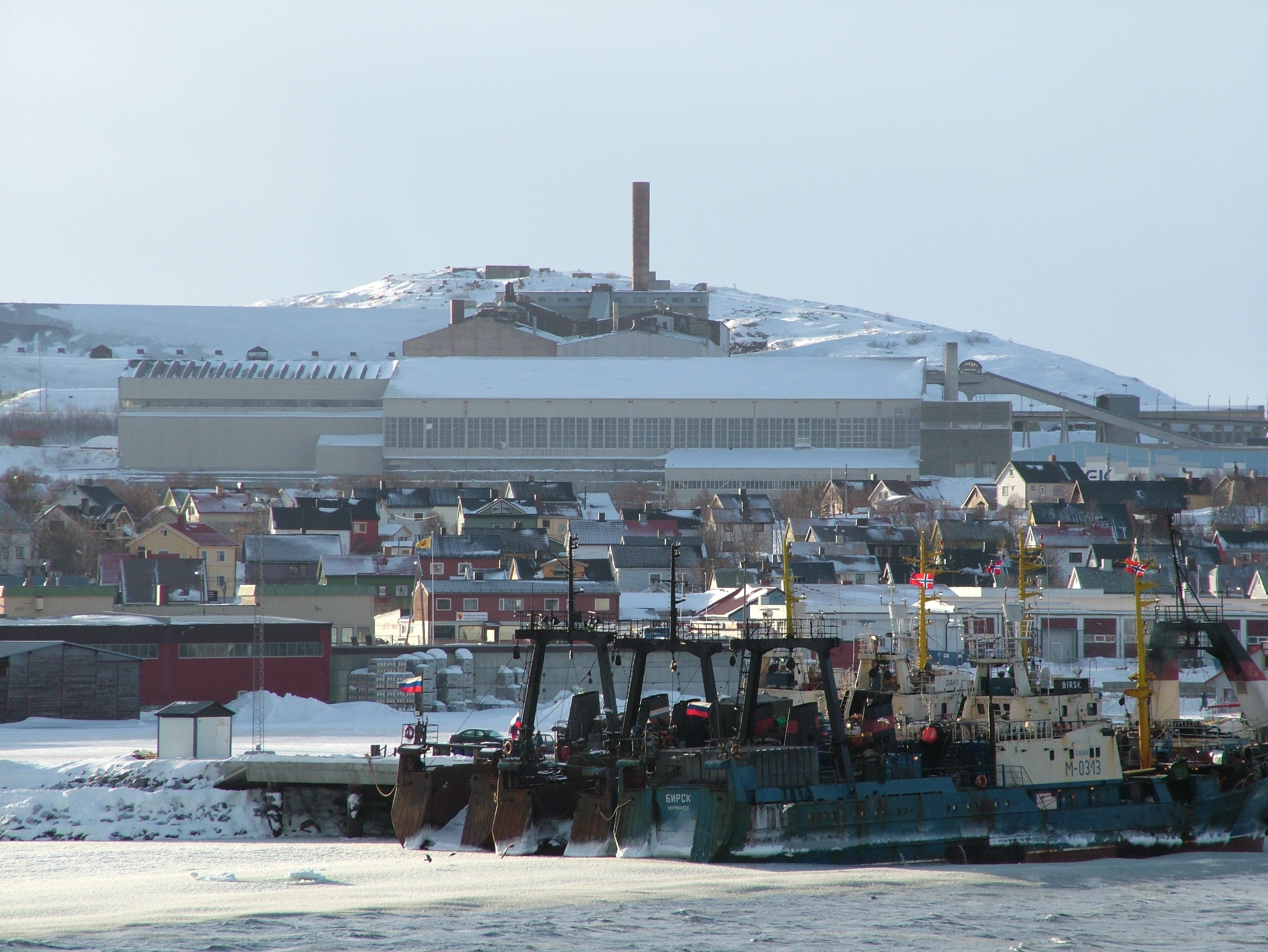
Кіркенес (Норвегія)
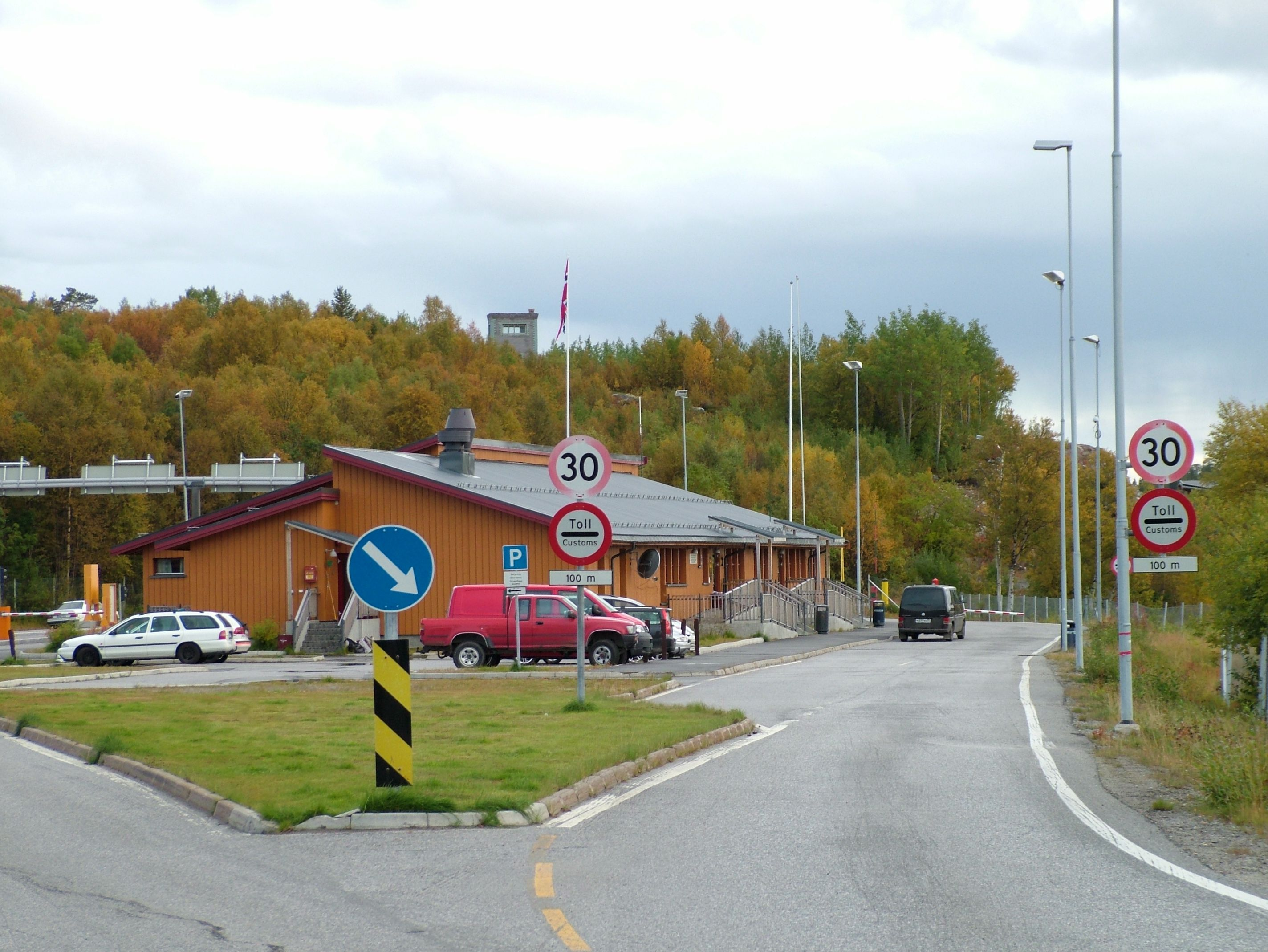
Прикордонний пост Норвегія-Росія
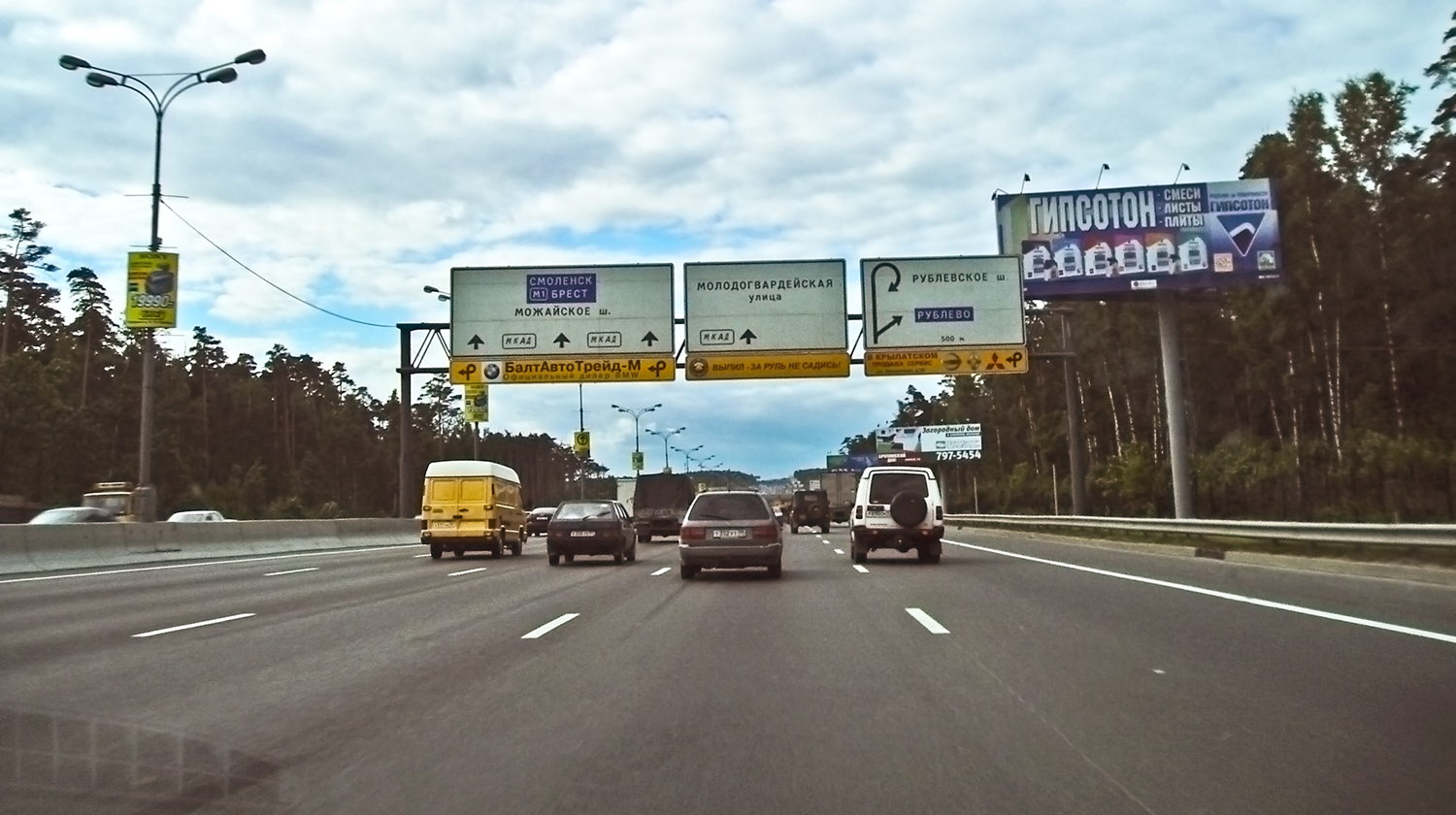
МКАД у Москві (Росія)
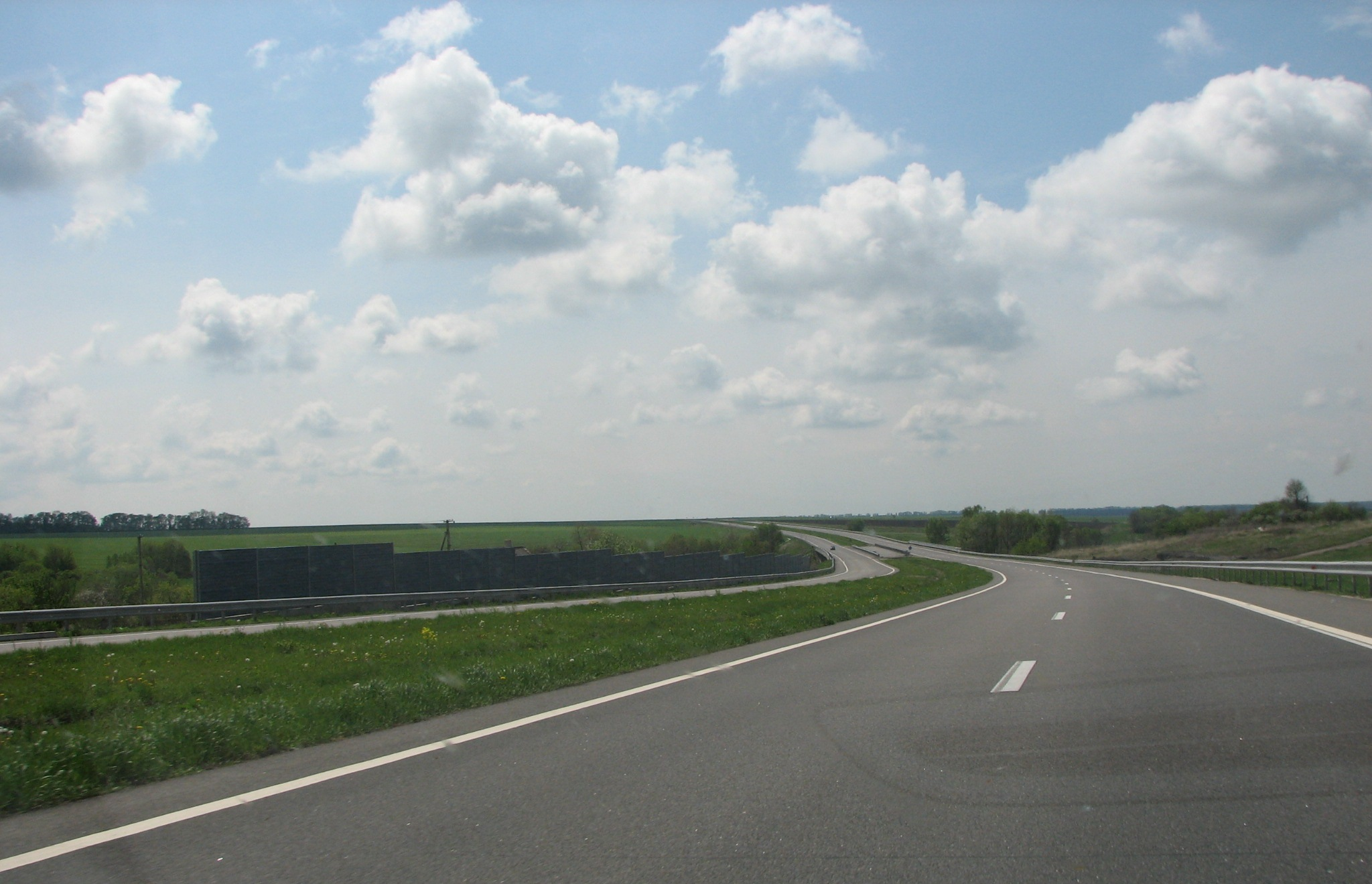
E105 — Харків-Дніпро (Україна)
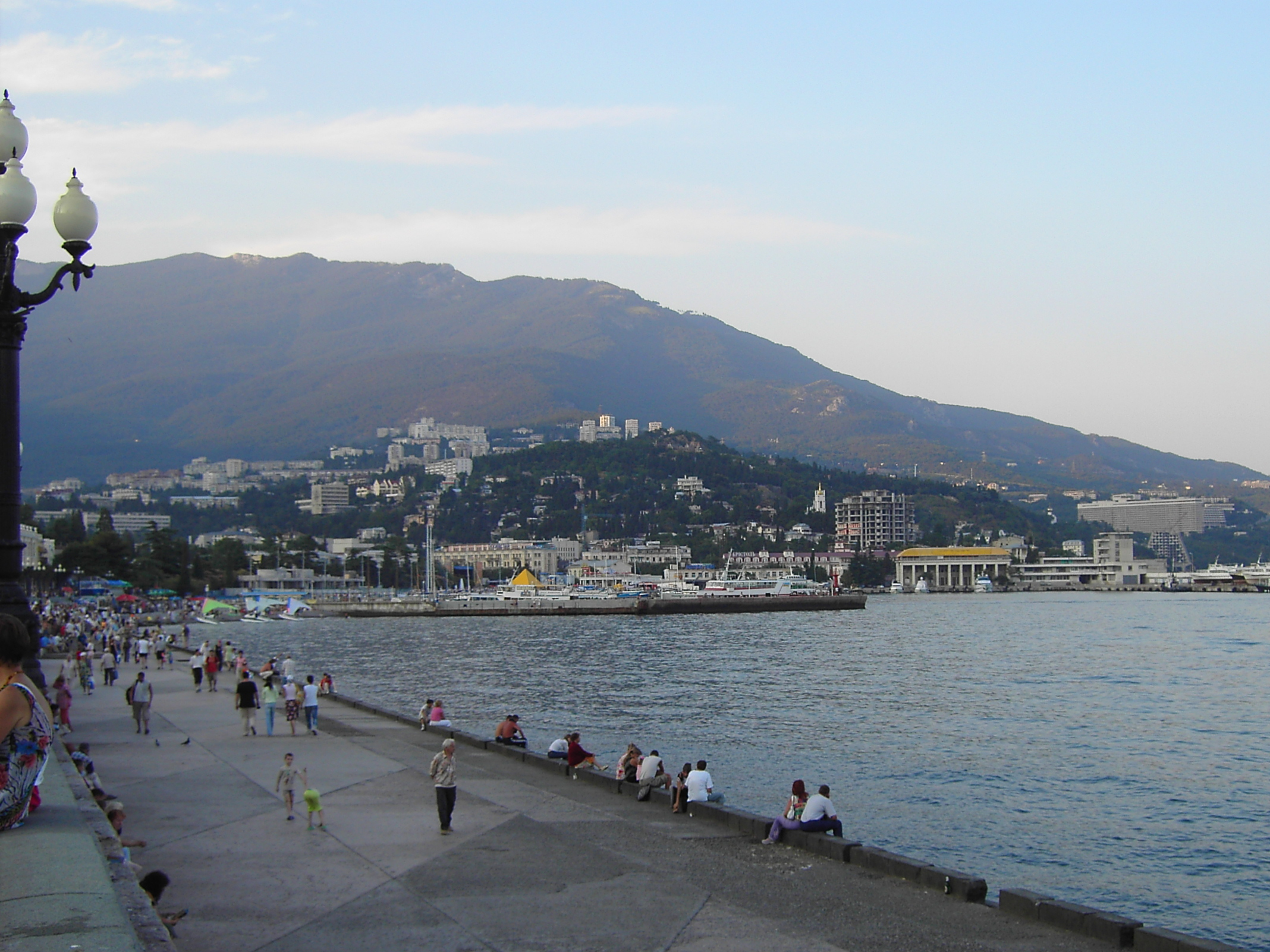
Ялта (АР Крим, Україна)
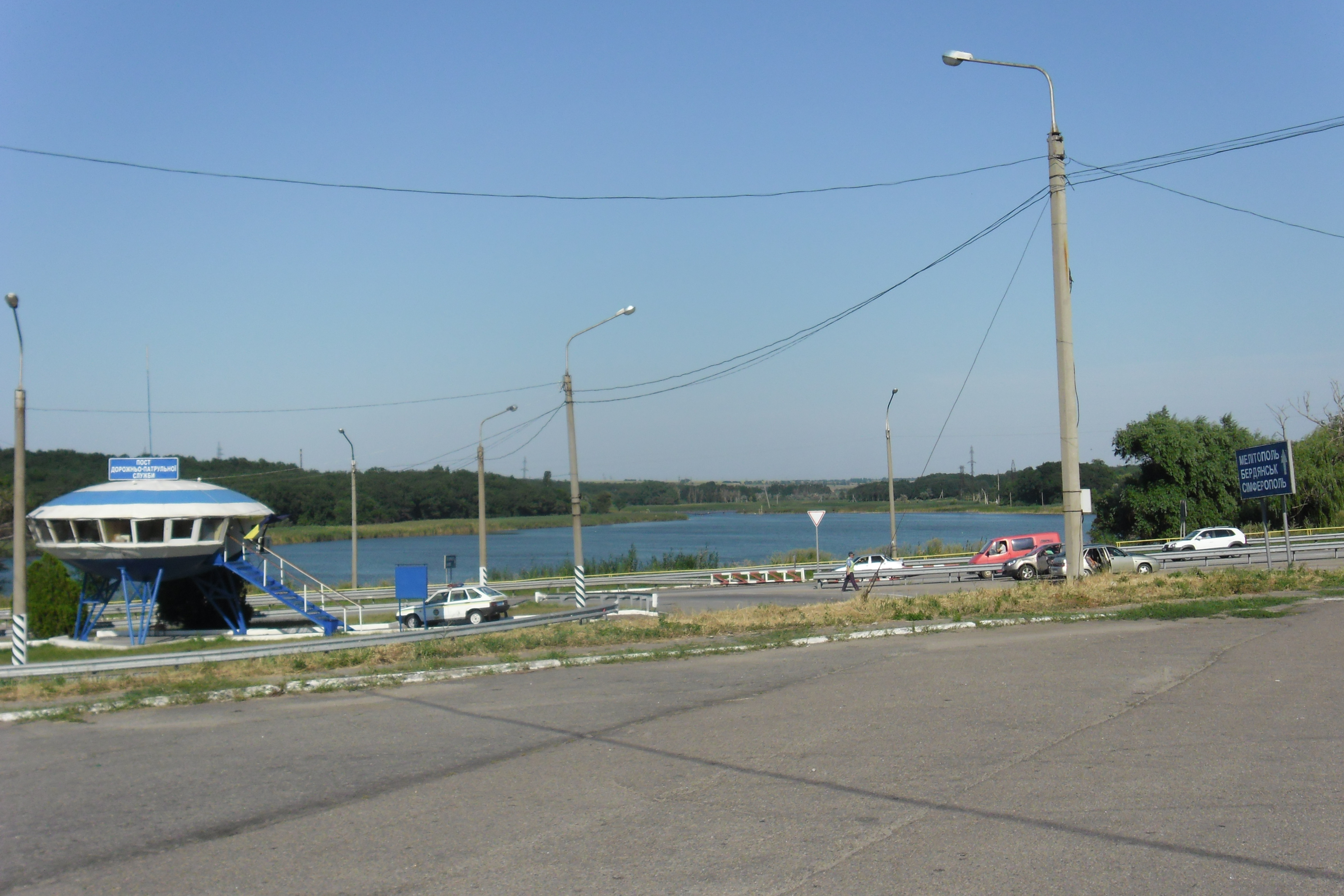
Василівка. Запорізька область. Україна.